# Inayat Khan
Inayat Khan Rehmat Khan Pathan (Vadodara, 5 de juliol de 1882 - Nova Delhi, 5 de febrer de 1927) fou un teòleg i sufí musulmà de nacionalitat índia. Va ser el fundador del moviment Sufisme Universal, un moviment d'origen musulmà que es va proposar difondre a la cultura occidental el pensament islàmic.
El seu missatge de la unitat divina (tawhid) es va centrar en els temes de l'amor, l'harmonia i la bellesa. Ell va ensenyar que l'adhesió cega a qualsevol llibre fa que la religió no tingui esperit.